# Penisola della Guajira

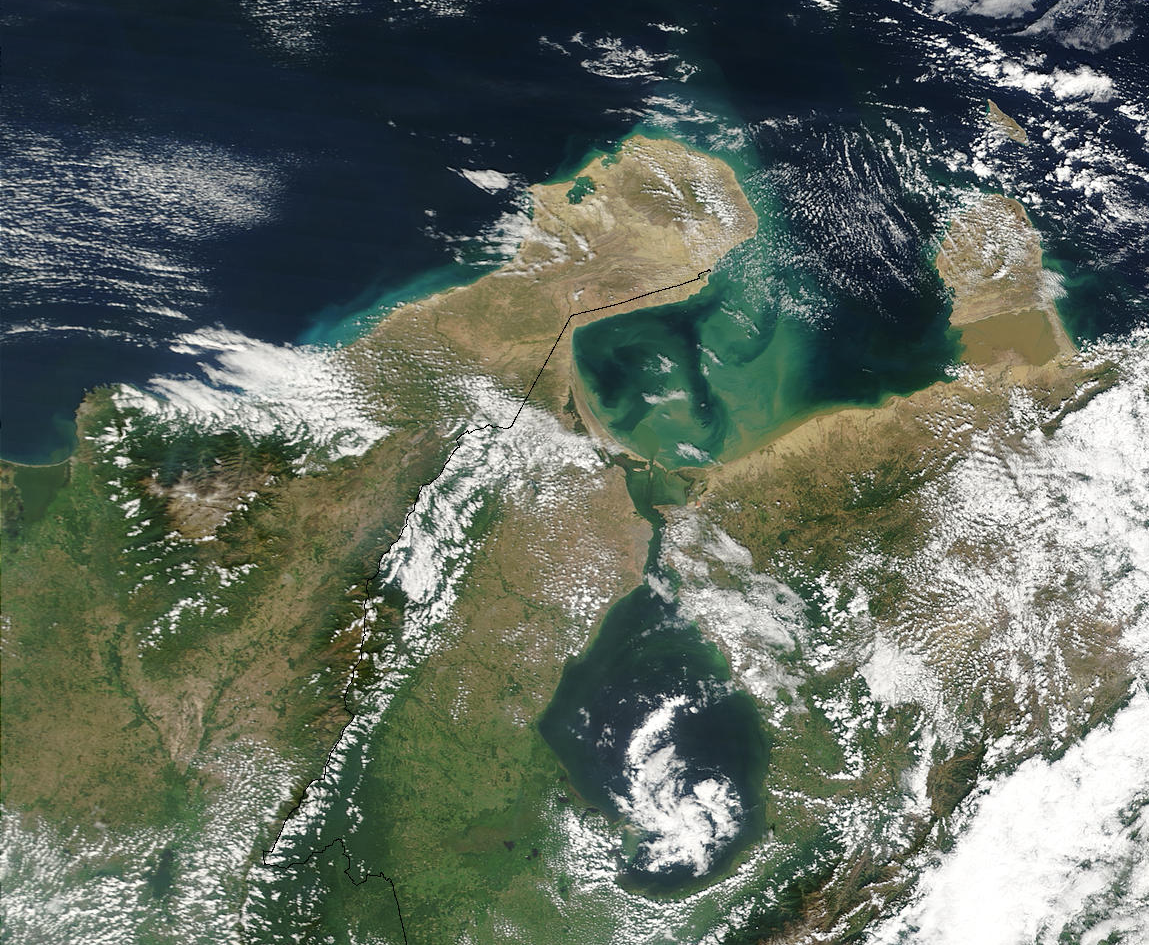
Al centro dell'immagine satellitare (NASA) la Penisola di Guajira.

La penisola della Guajira è la penisola più settentrionale del Sud America. Si trova nella parte occidentale del golfo del Venezuela, ed è divisa tra Venezuela e Colombia.